# Aarno Yrjö-Koskinen
Aarno Armas Sakari Yrjö-Koskinen (9 décembre 1885 à Helsinki – 8 juin 1951 à Helsinki) était un homme politique finlandais, ambassadeur et freiherr. 
Possédant un diplôme de juriste, il reçoit le titre de varatuomari en 1915.

## Biographie
Après l'indépendance de la Finlande en 1917, Yrjö-Koskinen servit au ministère des Affaires étrangères en tant que chef de la division politique à partir de 1924 et comme chef du personnel à partir de 1929. Il travailla comme ambassadeur à Moscou entre le 1er janvier 1931 et le 8 avril 1940.
Yrjö-Koskinen fut également ministre finlandais des Affaires étrangères entre le 21 mars 1931 et 14 décembre 1932. Au cours de son ministère Yrjö-Koskinen signa au nom de la Finlande le pacte de non-agression soviéto-finnois avec l'Union soviétique. Au début de la guerre d'Hiver, il déménagea de Moscou à l'ambassade de Finlande à Ankara. Yrjö-Koskinen servit en Turquie jusqu'en 1950, et encore un peu à La Haye, aux Pays-Bas.
Le père de Aarno Yrjö-Koskinen, Yrjö Koskinen Yrjö-Koskinen, était un sénateur finlandais et son grand-père, Yrjö Yrjö-Koskinen, était sénateur et historien.